# Ambassade de Guinée en république démocratique du Congo
L'ambassade de Guinée en république démocratique du Congo est la mission diplomatique officielle de la république de Guinée en république démocratique du Congo, située à Kinshasa. Elle est l'une des plus grandes juridictions diplomatiques de la Guinée, couvrant simultanément, outre la RDC, la République du Burundi, la République du Congo, la République centrafricaine et la République gabonaise. 

## Historique

### Liste des ambassadeurs
| N° | Nom et prénoms | titre de fonction | Début           | Fin      |
| -- | -------------- | ----------------- | --------------- | -------- |
| 01 | Sékou Camara   | ambassadeur       | 24 janvier 2024 | En cours |

## Voir également
- Relations république démocratique du Congo-Guinée
- Liste des missions diplomatiques en Inde
- Liste des missions diplomatiques de la Guinée